# L'abisso (Warcraft)
L'abisso (The Sundering) è un romanzo fantasy di Richard A. Knaak pubblicato nel 2005, terzo e ultimo libro della Trilogia della Guerra degli Antichi, ambientata nell'universo di Warcraft. 
La storia fa riferimento all'evento della storia di Warcraft noto come "la Separazione" (in inglese the Sundering, appunto), ovvero la repentina deriva dei continenti che ebbe luogo alla fine della Guerra degli Antichi.

## Trama

### Nuovi alleati
Mentre Krasus si trova nelle caverne del regno dell'Aspetto Malygos per cercare di salvare il suo stormo, Rhonin, Malfurion Stormrage, l'orco Broxigar e Jarod Shadowsong riescono a far accettare agli elfi, e soprattutto al nuovo comandante di essi, l'inesperto, arrogante e xenofobo lord Desdel Stareye, i nuovi alleati furbolg, tauren, ed earthen, indispensabili per sostenere la difesa contro la Legione Infuocata. Infatti cominciano subito a sostenere gli elfi, grazie anche al rispetto che ricevono da Jarod Shadowsong, incaricato dei rapporti con le nuove razze alleate. Dopo la ritirata della Legione, Jarod incontra sua sorella maggiore, Maiev Shadowsong, che ambisce a diventare la nuova sacerdotessa di Elune, dopo il rapimento di Tyrande Whisperwind.
Un nuovo assalto della Legione guidata da Archimonde miete numerose vittime tra le file dei difensori, tra cui il loro comandante Stareye. Così Jarod Shadowsong prende in mano la situazione e, per i suoi meriti, diventa nuovo comandante. Subito dopo la sua nomina, arrivano altri alleati, i semidei di Azeroth guidati da Cenarius.

### L'Anima dei Demoni
Nel frattempo, Tyrande si trova ancora prigioniera a Zin-Azshari, nella fortezza della regina Azshara e sotto la minaccia di Lady Vashj, che vuole ucciderla. Tyrande, comunque, grazie anche alla protezione della sua dea, supera indenne questo periodo. Percepisce la presenza di Illidan Stormrage nel palazzo, ma presto comprende che egli è diventato un traditore, accecato dalla sua sete di magia. Illidan propone a Sargeras di rintracciare l'Anima dei Demoni, in possesso di Deathwing, un manufatto in grado di farlo arrivare su Azeroth. Questi lo acceca per la sua arroganza, ma gli dona la capacità di vedere le energie magiche, e lo invia nella sua missione con il capitano degli Eletti, Varo'then.
Contemporaneamente, anche Malfurion, Broxigar e Krasus partono per lo stesso obiettivo, per ottenere così l'appoggio dei Draghi, fuggiti dopo il devastante attacco della micidiale arma. Lungo la strada incontrano il drago Korialstrasz, l'alter ego più giovane di Krasus, che li porta in volo al rifugio di Deathwing. Poi il gruppo si separa all'interno della montagna; dopo varie peripezie Malfurion e l'orco riescono a ricuperare l'Anima dei Demoni, ma vengono poi catturati da Illidan e Varo'then. Riescono a fuggire dalle loro grinfie grazie all'aiuto di Korialstrasz, tuttavia l'arma rimane in mano a Varo'then.

### La venuta di Sargeras
Tornano al campo di battaglia per dare man forte ai difensori che stanno soccombendo nonostante i nuovi soccorsi. La situazione diventa più promettente quando arrivano anche i draghi guidati dai due Aspetti Ysera e Alexstrasza e di Saridormi, che sostituisce l'assente Nozdormu. La battaglia si allarga fino al Pozzo dell'Eternità da cui si sta formando il portale per consentire l'arrivo del Titano oscuro Sargeras. Nonostante la strenua difesa della Legione, Malfurion riesce infine a chiudere definitivamente il portale, grazie anche alla magia del fratello Illidan, che ha salvato Tyrande insieme ad un gruppo di Eletti pentiti. Illidan, come, Neltharion e prima ancora Sargeras, aveva ceduto alla sua sete di magia e alle voci insinuanti di antiche e malvagie entità, gli Dei Antichi, responsabili dell'anomalia temporale.

### L'Albero del Mondo
Gli incantesimi operati sul Pozzo lo hanno reso ormai incontrollabile e l'implosione del portale causa un immenso catacalisma, la Frattura, che squarcia il continente di Kalimdor; Sargeras cerca disperatamente di uscire dal portale ma Broxigar, sacrificandosi, lo ferma. La città di Zin-Azshari s'inabissa nel mare, e la regina e gli Eletti a lei rimasti fedeli si trasformano in naga, grazie all'intervento degli Dei Antichi. I difensori, guidati ancora da Jarod, si ritirano sul Monte Hyjal. Illidan, tuttavia, ha tenuto con sé una parte delle acque del Pozzo dell'Eternità e crea un secondo pozzo sul monte. Quando viene scoperto, cerca di fuggire, uccidendo vari elfi, e ferendo lo stesso Jarod, ma viene infine catturato da suo fratello Malfurion. Sul pozzo creato da Illidan viene fatto crescere l'Albero del Mondo, Nordrassil, simbolo di un nuovo futuro d'eternità per gli elfi della notte. Per la sua pericolosità, Illidan viene condannato ad una prigionia perpetua, sotto la sorveglianza di Maiev. Grazie all'aiuto di Nozdormu, Krasus e Rhonin possono infine tornare al loro tempo.

## Personaggi

### Protagonisti
- Broxigar
- Illidan Stormrage
- Krasus/Korialstrasz
- Malfurion Stormrage
- Rhonin
- Tyrande Whisperwind

### Personaggi secondari
- Elfi della notte:
  - I fratelli Jarod e Maiev Shadowsong
  - Desdel Stareye
- Eletti e Legione Infuocata e altri avversari:
  - Sargeras
  - Archimonde
  - Mannoroth
  - Azshara
  - Lady Vashj
  - Dath'Remar Sunstrider
  - Varo'then
  - Deathwing
- Forze di Azeroth:
  - Gli aspetti draconici Alexstrasza, Nozdormu (con la compagna Saridormi) e Ysera
  - I semidei Cenarius, Aviana, Malorne ed altri